# Chiesa vetero-cattolica d'Austria
La Chiesa vetero-cattolica d'Austria (in tedesco Altkatholische Kirche Österreichs) è il membro austriaco dell'Unione di Utrecht delle Chiese vetero-cattoliche nella Repubblica federale d'Austria.

## Storia
La Chiesa vetero-cattolica fu costituita nella Monarchia danubiana, durante le proteste contro il Concilio Vaticano I. Il 30 luglio 1870 l'imperatore Francesco Giuseppe I d'Asburgo annullò unilateralmente il Concordato concluso nel 1855 con il Vaticano sulla base del fatto che il contraente era cambiato - vale a dire era diventato infallibile - . Ignaz von Döllinger ricevette dall'Austria-Ungheria molte lettere favorevoli da parte di singoli, ma anche da gruppi politici e rappresentanti della comunità, i cosiddetti "Döllingeradressen". La maggior parte di costoro erano di parte liberale, cui la protesta di Döllinger conveniva. Il chierico austriaco Alois Anton, scrisse articoli, che non solo rappresentavano la posizione di Döllinger, ma esortavano anche a riforme all'interno della Chiesa cattolica romana.

## Presente
A Vienna esistono quattro parrocchie vetero-cattoliche. Inoltre, vi sono parrocchie nelle seguenti città:
- Graz per la Stiria
- Innsbruck per il Tirolo Settentrionale
- Klagenfurt per la Carinzia e il Tirolo orientale
- Krems-Sankt Poelten per la Bassa Austria
- Linz sul Danubio per l'Alta Austria
- Ried im Innkreis e
- Salisburgo per il Salisburghese e il Vorarlberg.

Dal 1998 esiste una parrocchia vetero-cattolica a Bolzano con ca. 10 fedeli; dal 2002 questa parrocchia è stata posta sotto la supervisione della diocesi austriaca, dopo aver lasciato la Chiesa vetero cattolica dell'Unione di Utrecht in Italia a cui apparteneva. Nel comune di Linz ci sono circa 500 vetero-cattolici.
A capo della diocesi è attualmente il vescovo John Ekemenzie Okoro, con seggio a Vienna. Egli è in unione personale parroco della parrocchia di San Salvatore a Vienna.

## Vescovi
|                      | Dal              | Al   | Incarico e note                                               |
| Miloš Čech           | 1888             | 1918 | Amministratore diocesano                                      |
| Adalbert Schindelar  | 1918             | 1926 | Amministratore diocesano fino al 1924, poi vescovo            |
| Robert Tüchler       | 1928             | 1942 | Vescovo                                                       |
| Stefan Török         | 1942             | 1972 | Amministratore diocesano fino al 1947, poi vescovo            |
| Heinrich Bernauer    | 1954             | 1957 | Amministratore diocesano fino al 1956, poi vescovo coadiutore |
| Ludwig Paulitschke   | 1957             | 1972 | Vescovo coadiutore fino al 1970, poi ausiliare                |
| Walter Streit        | 1972             | 1974 | Amministratore diocesano                                      |
| Nikolaus Hummel      | 1974             | 1994 | Amministratore diocesano fino al 1975, poi vescovo            |
| Ernst Hammerschmidt  | 1991             | 1993 | Vescovo coadiutore                                            |
| Franz Warnung        | 1994             | 1998 | Vescovo coadiutore                                            |
| Bernhard Heitz       | 18 dicembre 1994 | 2007 | Vescovo                                                       |
| John Ekemenzie Okoro | 2008             |      | Vescovo                                                       |